# Musée Röhss
Le musée Röhss (en suédois : Röhsska museet för konsthantverk och design) à Göteborg en Suède est un musée consacré au design et aux arts appliqués. Il fut créé grâce aux donations de Vihelm et August Röhss et ouvrit au public en 1916. Il a depuis été agrandi. Le musée possède une collection intéressante d'artisanat chinois et une exposition permanente de design suédois s'étalant du début du XXe siècle jusqu'à nos jours. L'exposition de Kaffe Fassett (en) fut l'une des plus visitées de ces dernières années.
Le nouveau directeur du musée Röhss en 2007 est Ted Hesselbom qui a orienté la politique du musée vers la mode et son histoire.
Le musée Röhss fut construit entre 1910 et 1914 dans un style nationaliste romantique par Carl Westman.

## Sources
- (en) Cet article est partiellement ou en totalité issu de l’article de Wikipédia en anglais intitulé « Röhsska Museum » (voir la liste des auteurs).